# Чимбург, Иван Саввич
Иван Саввич Чи́мбург (27 января 1904, Евличи, Слуцкий уезд, Минская губерния — 1978) — белорусский философ, специалист по марксистской философии, ректор Белорусского государственного университета в 1949—1952 годах. Кандидат философских наук (диссертация защищена в 1936 году, утверждена в 1938 году).

## Биография
Родился 27 января 1904 года. Учился в Слуцкой белорусской гимназии, рабочей школе, на общеобразовательных курсах.
В 1922 году по рекомендации комсомола поступил в Белорусский государственный университет (БГУ) на правовое отделение факультета общественных наук. В результате реорганизации университета в 1924 году факультет общественных наук был расформирован. Чимбург продолжил обучение на факультете права и хозяйства Саратовского университета, который окончил в 1927 году. Работал в прокуратуре в Новом Осколе, участвовал в коллективизации. В 1931 году Чимбург сменил профессию и получил должность ассистента кафедры диалектического и исторического материализма Воронежского зооветеринарного института. В 1933 году поступил в аспирантуру Московского института истории, философии и литературы, параллельно выполняя обязанности доцента кафедры диалектического и исторического материализма Московского института народнохозяйственного учёта. 25 июня 1936 года Чимбург защитил диссертацию на соискание учёной степени кандидата философских наук (тема — «Критика Плехановского понимания классов и классовой борьбы»). По распределению Чимбург был направлен в БГУ, где работал доцентом кафедры социально-экономических дисциплин, а в октябре того же года был назначен деканом исторического факультета вместо Василия Карповича Щербакова.
Недавно образованный исторический факультет нуждался в квалифицированных преподавателях, и Чимбург, занимая должность декана, старался привлечь как можно больше специалистов из Москвы и Ленинграда, однако в Минск приехал только один аспирант — Лев Михайлович Шнеерсон. Вскоре Чимбург назначается проректором по учебной части БГУ, а в июне — июле 1937 года исполняет обязанности ректора университета. При новом ректоре, Никифоре Михайловиче Бладыко, Чимбург продолжил занимать должность проректора университета. Вскоре против него были выдвинуты надуманные обвинения, которые, однако, не подтвердились. В 1937—1938 годах Чимбург занимает должность заведующего кафедрой основ марксизма-ленинизма, активно публикуется. В годы Великой Отечественной войны Чимбург был инструктором организационно-партийной работы в различных частях связи, в 1947 году демобилизовался.
В 1947—1949 годах Чимбург возглавлял Институт истории партии при ЦК КП(б)Б, организовав на этом посту перевод произведений Ленина и Сталина на белорусский язык. Под его редакцией вышли книги «Всенародная партизанская война в Белоруссии против фашистских захватчиков» (автор — министр госбезопасности БССР Лаврентий Цанава, хотя его авторство ставится под сомнение) и коллективная монография «В. И. Ленин и И. В. Сталин — организаторы Белорусской ССР». 26 июля 1949 года Чимбург был назначен ректором БГУ.

### Ректорство в БГУ
При вступлении в должность в БГУ насчитывалось 6 факультетов, 35 кафедр, 2 самостоятельных института, 161 преподаватель и 1220 студентов. Очень остро стояли проблемы обеспеченности университета квалифицированными специалистами и учебными площадями. Вскоре после назначения ректором Чимбург заявил о необходимости подготовки «политически образованных, квалифицированных строителей нового общества». На своём посту, столкнувшись с проблемой сокращения преподавания белорусского языка, культуры и истории (в 1949 году кафедра истории БССР объединена с кафедрой истории СССР, сокращалось преподавание белорусского языка и белорусской культуры на гуманитарных специальностях), ректорат предложил министерству высшего образования СССР разработать отдельные учебные планы для университетов РСФСР и университетов союзных республик. При Чимбурге, годы ректорства которого пришлись на время борьбы с космополитизмом, в БГУ активно внедрялось преподавание на основе «гениальных указаний товарища Сталина», в особенности в сфере филологии и философии. На филологическом факультете, например, делались доклады на такие темы, как «Причастие в современном русском литературном языке в свете трудов товарища Сталина по вопросам языкознания», вводились новые семинары и спецкурсы («Глагол в белорусском языке в свете учения товарища Сталина о языке» и «Стиль и язык газеты в свете сталинского учения о языке»). Кафедры физической культуры, логики, психологии, а также биологический факультет БГУ принудительно изучали наследие Ивана Петровича Павлова. Под руководством ректора были предприняты некоторые реформы в организации университета: в 1951 году биологический и химический факультеты на непродолжительное время объединялись в факультет химических и биологических наук, географический факультет преобразовывался в геолого-географический. Были созданы кафедры философии и логики (этой кафедрой Чимбург заведовал до 1953 года), экспериментальной физики и почвоведения. Кафедры зоологии беспозвоночных и зоологии позвоночных объединялись в кафедру зоологии, а кафедры катализа, прикладной физической химии были слиты с кафедрой органической химии.
Под руководством Чимбурга в университете была налажена работа аспирантуры. Несмотря на то, что количество аспирантов увеличивалось (89 человек в 1951/52 учебном году), количество успешно защищённых диссертаций было очень невелико. В связи с этим ректор издал указ о запрете какой-либо работы аспирантам, кроме научной, а также призвал к исключению из аспирантуры недобросовестных аспирантов. Для аспирантов организовывались научные командировки и поездки на различные конференции. Кроме того, в университете организовывались научные экспедиции, а также были заложены основы тесного сотрудничества с промышленностью. При Чимбурге была активизирована работа студенческих научно-исследовательских обществ на кафедрах и устанавливался порядок организации студенческих научных конференций; лучшие из работ на научных конференциях выносились на городской смотр студенческих научных работ, а начиная с 1951 года лучшие работы публиковались. Работы классифицировались по трём категориям: самостоятельные исследования, работы с элементами самостоятельного исследования и реферативные работы. Известно, что значительная часть работ конференции 1952 года была признана не носящей исследовательского характера. Также организовывались научные сессии и юбилейные конференции.
19 июля 1952 года Чимбург покинул пост ректора БГУ по приказу министерства высшего образования СССР. Считается, что отставка Чимбурга была связана с разгоревшимся на кафедре русской и всемирной литературы скандалом, который сопровождался многочисленными жалобами во все инстанции, вплоть до ЦК КП(б)Б. В 1953 году покинул университет.
Впоследствии Чимбург работал в Институте философии и права АН БССР, возглавлял кафедру диалектического и исторического материализма Белорусского политехнического института, затем работал там же доцентом. С 1964 года был доцентом кафедры диалектического и исторического материализма БГПИ им. Горького. В 1970 году вышел на пенсию. Умер в 1978 году.

## Основные публикации
- Санков А. П., Чимбург И. С. Диалектический материализм. — Минск: Вышэйшая школа, 1969. — 342 с.
- Чымбург І. С. Ідэйная барацьба ў Беларусі напярэдадні Кастрычніка. — Минск: Выдавецтва БДУ, 1977. — 142 с.